# ماديسونفيل (لويزيانا)
ماديسونفيل (بالإنجليزية: Madisonville, Louisiana)‏ هي بلدة أمريكية تقع في الولايات المتحدة في لويزيانا. يقدر عدد سكانها بـ 748 نسمة .

## التركيبة السكانية
حدّد مكتب تعداد الولايات المتحدة بيانات التركيبة السكانية لماديسونفيل في تعداد الولايات المتحدة. في ما يلي، التركيبة السكانية حسب تعدادي 2000 و2010.

### تعداد عام 2000
بلغ عدد سكان ماديسونفيل 677 نسمة بحسب تعداد عام 2000، وبلغ عدد الأسر 302 أسرة وعدد العائلات 186 عائلة مقيمة في البلدة. في حين سجلت الكثافة السكانية 103 نسمة لكل كيلومتر مربع (266.8/ميل2). وبلغ عدد الوحدات السكنية 346 وحدة بمتوسط كثافة قدره 52.7 لكل كيلومتر مربع (136.5/ميل2).
وتوزع التركيب العرقي للبلدة بنسبة 85.67% من البيض و10.04% من الأمريكيين الأفارقة و0.74% من الأمريكيين الأصليين و0.15% من الأمريكيين ذوي الأصول الآسيوية و1.77% من الأعراق الأخرى و1.62% من عرقين مختلطين أو أكثر و2.51% من الهسبانيون أو اللاتينيون من أي عرق.
بلغ عدد الأسر 302 أسرة كانت نسبة 25.8% منها لديها أطفال تحت سن الثامنة عشر تعيش معهم، وبلغت نسبة الأزواج القاطنين مع بعضهم البعض 44.7% من أصل المجموع الكلي للأسر، ونسبة 10.6% من الأسر كان لديها معيلات من الإناث دون وجود شريك،  بينما كانت نسبة 6.3% من الأسر لديها معيلون من الذكور دون وجود شريكة وكانت نسبة 38.4% من غير العائلات. تألفت نسبة 31.8% من أصل جميع الأسر من عدة أفراد يعيشون في نفس المنزل ونسبة 8.9% كانت تتألف من شخص يعيش بمفرده يبلغ من العمر 65 عاماً أو أكثر. وبلغ متوسط حجم الأسرة المعيشية 2.24، أما متوسط حجم العائلات فبلغ 2.81.
بلغ العمر الوسطي للسكان 42.1 عاماً. وكانت نسبة 19.2% من القاطنين تحت سن الثامنة عشر، وكانت نسبة 8.7% بين الثامنة عشر والرابعة والعشرين عاماً، ونسبة 28.8% كانت واقعةً في الفئة العمرية ما بين الخامسة والعشرين والرابعة والأربعين عاماً، ونسبة 29.5% كانت ما بين الخامسة والأربعين والرابعة والستين، ونسبة 13.7% كانت ضمن فئة الخامسة والستين عاماً فما فوق. يوجد لكل 100 أنثى 103.3 ذكر، ويوجد لكل 100 أنثى في الثامنة عشر من عمرها فما فوق 100.4 ذكر.
بلغ متوسط دخل الأسرة في البلدة 50,625 دولارًا، أما متوسط دخل العائلة فبلغ 57,083 دولارًا. وكان متوسط دخل الذكور 41,042 دولارًا مقابل 19,375 دولارًا للإناث. وسجل دخل الفرد الخاص بالبلدة 25,114 دولارًا. وكانت نسبة 4.5% من العائلات ونسبة 7.2% من السكان تحت خط الفقر، وكان من هؤلاء نسبة 1.3% تحت سن الثامنة عشر ونسبة 17.8% في الخامسة والستين من العمر وما فوق.

### تعداد عام 2010
بلغ عدد سكان ماديسونفيل 748 نسمة بحسب تعداد عام 2010، وبلغ عدد الأسر 320 أسرة وعدد العائلات 212 عائلة مقيمة في البلدة. في حين سجلت الكثافة السكانية 113.9 نسمة لكل كيلومتر مربع (295.0/ميل2). وبلغ عدد الوحدات السكنية 372 وحدة بمتوسط كثافة قدره 56.6 لكل كيلومتر مربع (146.6/ميل2).
وتوزع التركيب العرقي للبلدة بنسبة 86.90% من البيض و4.55% من الأمريكيين الأفارقة و0.40% من الأمريكيين الأصليين و1.34% من الأمريكيين ذوي الأصول الآسيوية و0.27% من سكان جزر المحيط الهادئ و4.81% من الأعراق الأخرى و1.74% من عرقين مختلطين أو أكثر و2.67% من الهسبانيون أو اللاتينيون من أي عرق.
بلغ عدد الأسر 320 أسرة كانت نسبة 31.2% منها لديها أطفال تحت سن الثامنة عشر تعيش معهم، وبلغت نسبة الأزواج القاطنين مع بعضهم البعض 47.5% من أصل المجموع الكلي للأسر، ونسبة 12.5% من الأسر كان لديها معيلات من الإناث دون وجود شريك،  بينما كانت نسبة 6.2% من الأسر لديها معيلون من الذكور دون وجود شريكة وكانت نسبة 33.8% من غير العائلات. تألفت نسبة 27.8% من أصل جميع الأسر من عدة أفراد يعيشون في نفس المنزل ونسبة 10.6% كانت تتألف من شخص يعيش بمفرده يبلغ من العمر 65 عاماً أو أكثر. وبلغ متوسط حجم الأسرة المعيشية 2.34، أما متوسط حجم العائلات فبلغ 2.84.
بلغ العمر الوسطي للسكان 40.8 عاماً. وكانت نسبة 21.9% من القاطنين تحت سن الثامنة عشر، وكانت نسبة 6.7% بين الثامنة عشر والرابعة والعشرين عاماً، ونسبة 27.1% كانت واقعةً في الفئة العمرية ما بين الخامسة والعشرين والرابعة والأربعين عاماً، ونسبة 29.4% كانت ما بين الخامسة والأربعين والرابعة والستين، ونسبة 14.8% كانت ضمن فئة الخامسة والستين عاماً فما فوق. وتوزع التركيب الجنسي للسكان بنسبة 48.8% ذكور و51.2% إناث.